# Irene Curtoni
Irene Curtoni (ur. 11 sierpnia 1985 w Échirolles) – włoska narciarka alpejska pochodzenia francuskiego, specjalizująca się w konkurencjach technicznych, brązowa medalistka mistrzostw świata.

## Kariera
Po raz pierwszy na arenie międzynarodowej zaprezentowała się 2 grudnia 2000 roku podczas zawodów FIS Race w St. Vigilio di Marebbe. Zajęła wtedy 85. miejsce w slalomie gigancie. Nigdy nie startowała na mistrzostwach świata juniorów. W Pucharze Świata zadebiutowała 29 grudnia 2007 roku w Lienzu, gdzie nie ukończyła pierwszego przejazdu w slalomie. Pierwsze pucharowe punkty zdobyła 13 stycznia 2008 roku w Mariborze, zajmując 16. pozycję w tej samej konkurencji. Na podium zawodów tego cyklu jedyny raz stanęła 2 marca 2012 roku w Ofterschwang, kończąc giganta na trzeciej pozycji. W zawodach tych wyprzedziły ją jedynie Niemka Viktoria Rebensburg i Tina Maze ze Słowenii. Najlepsze wyniki osiągnęła w sezonie 2011/2012, kiedy zajęła 16. miejsce w klasyfikacji generalnej, a w klasyfikacji giganta była ósma.
W 2011 roku zajęła jedenaste miejsce w slalomie podczas mistrzostw świata w Garmisch-Partenkirchen. Była też między innymi czternasta w gigancie na rozgrywanych dwa lata później mistrzostwach świata w Schladming. W 2018 roku wzięła udział w Zimowych Igrzyskach Olimpijskich 2018 w Pjongczangu, gdzie zajęła piąte miejsce w zawodach drużynowych i 10. miejsce w slalomie. Rok później, wspólnie z Larą Della Mea, Simonem Maurbergerem i Alexem Vinatzerem zdobyła brązowy medal w zawodach drużynowych na mistrzostwach świata w Åre.
Jej siostra, Elena, również uprawia narciarstwo alpejskie.

## Osiągnięcia

### Igrzyska olimpijskie
| Miejsce | Dzień     | Rok  | Miejscowość | Konkurencja | Czas biegu | Strata | Zwyciężczyni     |
| ------- | --------- | ---- | ----------- | ----------- | ---------- | ------ | ---------------- |
| 10.     | 16 lutego | 2018 | Pjongczang  | Slalom      | 1:38,63    | +2,41  | Frida Hansdotter |
| 5.      | 24 lutego | 2018 | Pjongczang  | Drużynowo   | -          | -      | Szwajcaria       |

### Mistrzostwa świata
| Miejsce | Dzień     | Rok  | Miejscowość       | Konkurencja | Czas biegu | Strata | Zwyciężczyni          |
| ------- | --------- | ---- | ----------------- | ----------- | ---------- | ------ | --------------------- |
| DSQ2    | 14 lutego | 2009 | Val d’Isère       | Slalom      | 1:51,80    | -      | Maria Höfl-Riesch     |
| 27.     | 17 lutego | 2011 | Ga-Pa             | Gigant      | 2:20,54    | +3,52  | Tina Maze             |
| 11.     | 11 lutego | 2011 | Ga-Pa             | Slalom      | 1:45,79    | +2,71  | Marlies Schild        |
| 14.     | 14 lutego | 2013 | Schladming        | Gigant      | 2:08,06    | +3,79  | Tessa Worley          |
| DNF1    | 16 lutego | 2013 | Schladming        | Slalom      | 1:39,85    | -      | Mikaela Shiffrin      |
| DNF1    | 18 lutego | 2017 | Sankt Moritz      | Slalom      | 1:37,27    | -      | Mikaela Shiffrin      |
| 2.      | 12 lutego | 2019 | Åre               | Drużynowo   | -          | -      | Szwajcaria            |
| DNF1    | 16 lutego | 2019 | Åre               | Slalom      | 1:57,05    | -      | Mikaela Shiffrin      |
| 18.     | 20 lutego | 2021 | Cortina d’Ampezzo | Slalom      | 2:30,66    | +4,17  | Katharina Liensberger |

### Puchar Świata

#### Miejsca w klasyfikacji generalnej
- sezon 2007/2008: 106.
- sezon 2008/2009: 72.
- sezon 2009/2010: 83.
- sezon 2010/2011: 52.
- sezon 2011/2012: 16.
- sezon 2012/2013: 22.
- sezon 2014/2015: 38.
- sezon 2015/2016: 38.
- sezon 2016/2017: 38.
- sezon 2017/2018: 22.
- sezon 2018/2019: 32.
- sezon 2019/2020: 43.
- sezon 2020/2021: 57.

#### Miejsca na podium w zawodach
1. Ofterschwang – 2 marca 2012 (gigant) – 3.miejsce[1]
2. Courchevel – 20 grudnia 2017 (slalom równoległy) – 3.miejsce